# National Challenge Cup de 1979
A National Challenge Cup de 1979 foi a 66ª temporada da competição futebolística mais antiga dos Estados Unidos. Maccabi Los Angeles entra na competição defendendo o título.
O campeão da competição foi o Brooklyn Dodgers S.C, conquistando seu primeiro título, e o vice campeão foi o Chicago Croatian.

## Participantes
| Entram na Primeira Fase                                     |
| - Brooklyn Dodgers S.C - Chicago Croatian - Croatian Rebels |

## Premiação
| National Challenge Cup de 1981           |
| ---------------------------------------- |
| Brooklyn Dodgers S.C Campeão (1º título) |